# Prosna (województwo mazowieckie)
Prosna – wieś w Polsce położona w województwie mazowieckim, w powiecie grójeckim, w gminie Nowe Miasto nad Pilicą.
W latach 1975–1998 miejscowość położona była w województwie radomskim.
Wierni kościoła rzymskokatolickiego należą do parafii św. Jadwigi w Odrzywole.
12 maja 2022 roku miał miejsce pożar, który strawił ponad 100 hektarów pobliskiego lasu.